# 6955 Ekaterina
A 6955 Ekaterina (ideiglenes jelöléssel 1987 SP15) a Naprendszer kisbolygóövében található aszteroida. Ljudmilla Vasziljevna Zsuravljova fedezte fel 1987. szeptember 25-én.